# 서울 지장암 대웅전 신중도
지장암 대웅전 신중도(地藏菴 大雄殿 神衆圖)는 서울특별시 종로구 창신2동, 지장암에 있는 조선시대의 신중도이다. 2009년 3월 5일 서울특별시의 문화재자료 제46호로 지정되었다.

## 개요
지장암 대웅전 신중도는 1914년 삼각산 안양암(三角山 安養庵)에서 조성하여 이안한 것으로, 현재 대웅전 우측벽에 봉안되어 있다. 이 불화에 대하여 『안양암지(安養庵誌)』에 “同四二四七年甲寅二月에 大雄殿 十間을 營建하고 七星閣과 獨聖閣을 改建하여 同四月에 七星 神衆 山神 三幀을 改造奉安하다.”라고 기록되어 있으며, 화폭의 하단 화기에 의하면 연의정현(淵疑淨絢)이 증명(證明)하고 김정곤(金正困)이 송주(誦呪)를 맡아 금호약효(錦湖若效), 향암성수(香庵性晬), 연암경인(連庵敬仁) 등이 제작한 것임을 알 수 있다.
지장암 신중도는 전체적으로 상․하단으로 나누어 상단의 범천(梵天)․제석천(帝釋天), 하단의 위태천(韋駄天)을 크게 표현하였고, 이를 중심으로 권속들이 둘러싸고 있는 구도로 전체적으로 중심 인물들이 화폭의 향 우측으로 쏠려 있어 대칭을 이루지 못하고 있다.
상단의 범천과 제석천은 나란히 정면을 바라보고, 상체를 안쪽으로 살짝 기울여 관객의 시선이 중심으로 모아지는 효과를 느낄 수 있다. 이들은 일반적인 천의를 두른 보살의 모습으로, 연화를 서로 다른 손으로 쥐고 받치고 있는데, 옷에는 문양이 없어 소박하다. 얼굴은 정방형에 가까운 둥근 형에, 작고 도식화된 이목구비를 하여 단정하고 원만하나, 무표정하고 좌우대칭이 정확히 맞지 않아 다소 어눌하기까지한 모습이다. 범천과 제석천 사이로 천녀 두 명이 과일을 공양하고 있고, 이들의 양 옆으로 각각 홀을 들고, 합장을 하고 있는데 日이나 月의 표현은 없으나 일궁천자(日宮天子)․월궁천자(月宮天子)로 판단되는 권속이 상채만 드러내고 있다.
범천의 향 우측으로 주악천녀 세 명과 음식을 공양하는 동녀 세명, 제석천의 향 좌측으로 주악천녀 네 명과, 음식을 공양하는 동녀 세 명이 화폭을 전체적으로 둥글게 에워싸고 있다. 이들은 역시 아주 작은 이목구비에 무표정으로 일관하고 있으며, 큰 동작이 없이 매우 정적이다. 인물은 뒤에 구름이 에워싸고 있어 하늘과 구분되는데, 충분한 하늘공간과 땅은 그림을 여유롭게 한다.
위태천은 하단의 중앙에서 약간 오른쪽에서 있으며, 새 날개깃으로 된 화려한 투구를 착용하고, 합장하여 굽힌 팔에 금니의 삼지창을 얹어 놓고 있다. 갑옷의 금니 위로 작은 문양을 놓았을 뿐, 역시 소박한 편이며, 얼굴은 호법신답지 않게 둥글고 원만하여 위엄보다는 편안함이 느껴진다. 위태천의 향우측으로 용왕을 포함한 세 명의 팔부중이, 향좌측으로 무기를 든 네 명의 팔부중이 일렬로 시립하고 있다.
채색은 많이 바랬으나 전체적으로 차분한 느낌으로, 붉은색이 가장 비중이 크고 녹색과 밝은 청색이 적당히 가미된 정도이다. 문양도 없고 장식도 요란하지 않아 단조로운 화면을 무기에 채색된 금니가 살려주고 있다.
삼청색이나 녹색 의복에는 같은 계열의 어두운 색으로 단계를 주고 팔부중과 같은 인물의 얼굴에도 눈․뺨 등의 주위로 짙은 색의 음영을 표현하였는데 이는 19세기 말부터 유행한 표현법으로 약효 화승도 이에 따른 것으로 보여진다. 약효 화승은 축연 스님과 여러 차례 공동 작업을 하면서 음영법을 익히고, 1905년 범어사 괘불을 제작한 이후 이러한 기법을 적극 사용한 것으로 알려져 있다. 화기는 다음과 같다.
<畵記>
大正三年甲寅陰十月初八日新

造成神衆幀一軸奉安于

京城府高陽群三角山安養庵

緣化秩 證明 淵疑淨絢 誦呪 信士 金正因
信士 吳普光 滿月 法圓 信士 李光明

持殿 信士 白蓮心 金魚 錦湖若效 香庵性
晬 連庵敬仁 茶角 沙彌景協 供司 信士康坦
坦然 都監 平等善柱 化主 別座 養鶴孝信

大施主秩 淸信女乙未生許氏 普慧心 淸信
女庚戌生金氏德修行 童子戊申生李喜俊

이 불화는 조선조 말기 최고의 화승인 금호당 약효(錦湖堂 若效) 스님의 작품으로, 20세기 초반의 불화양식을 잘 보여주고 있고, 당시의 신중도 연구에 중요한 자료이며, 약효 화승의 불화 특징을 잘 이해할 수 있는 자료이므로 서울시 문화재자료로 지정한다.

## 참고 자료
- 지장암 대웅전 신중도 - 국가유산청 국가유산포털